# Dysschema flavimedia
Dysschema flavimedia là một loài bướm đêm thuộc phân họ Arctiinae, họ Erebidae.